# Trevor Taylor (labdarúgó-játékvezető)
Taylor Trevor (1974. december 21. –) barbadosi nemzetközi labdarúgó-játékvezető

## Pályafutása
A BFA Játékvezető Bizottságának (JB) minősítésével a Premier League játékvezetője. A Liga Nacional bajnokságban is tevékenykedik. Küldési gyakorlat szerint rendszeres 4. bírói, illetve alapvonalbírói szolgálatot is végez.
A Barbadosi labdarúgó-szövetség JB terjesztette fel nemzetközi játékvezetőnek, a Nemzetközi Labdarúgó-szövetség (FIFA) 2008-tól tartotta-tartja nyilván bírói keretében. A FIFA JB központi nyelvei közül az angolt beszéli. Több nemzetek közötti válogatott (Karibi kupa, CONCACAF-aranykupa), valamint CFU-bajnokok kupája és CONCACAF-bajnokok ligája klubmérkőzést vezetett, vagy működő társának 4. bíróként segített.
A 2008-as, a 2010-es, a 2012-es, a 2014-es és a 2016-os Karibi kupa, a 2011-es CONCACAF-aranykupa labdarúgó-bajnokságon a CONCACAF JB játékvezetőként foglalkoztatta.
| Időpont             | Helyszín                              | Mérkőzés típusa                               | Mérkőzés                                                                                                | Eredmény |
| ------------------- | ------------------------------------- | --------------------------------------------- | --- | -------- |
| 2008. augusztus 9.  | Nemzeti Stadion, Providence           | 2008-as karibi kupa előselejtező (B. csoport) | Suriname–Dominikai Köztársaság                                                                          | 3 – 1    |
| 2008. december 6.   | Greenfield Stadion, Trelawny Parish   | 2008-as karibi kupa (I. csoport)              | Haiti–Guadeloupe                                                                                        | 2 – 3    |
| 2008. december 14.  | Independence Park, Kingston           | 2008-as karibi kupa (bronzmérkőzés)           | Kuba–Guadeloupe-i labdarúgó-válogatott                                                                  | 0 – 0    |
| 2010. október 22.   | Nemzeti Stadion, St. George’s         | 2010-es karibi kupa előselejtező (E. csoport) | Saint Kitts és Nevis–Guadeloupe-i labdarúgó-válogatott                                                  | 1 – 2    |
| 2010. november 2.   | Manny Ramjohn, Marabella              | 2010-es karibi kupa előselejtező (F. csoport) | Haiti labdarúgó-válogatott–Guyana                                                                       | 0 – 0    |
| 2010. november 6.   | Manny Ramjohn, Marabella              | 2010-es karibi kupa előselejtező (F. csoport) | Guyanai labdarúgó-válogatott–Saint Vincent és a Grenadine-szigetek                                      | 2 – 0    |
| 2010. november 28.  | Pierre-Aliker, Fort-de-France         | 2010-es karibi kupa (H. csoport)              | Martinique–Kubai labdarúgó-válogatott                                                                   | 0 – 1    |
| 2010. november 30.  | Pierre-Aliker, Fort-de-France         | 2010-es karibi kupa (H. csoport)              | Martinique-i labdarúgó-válogatott–Trinidad és Tobago                                                    | 0 – 1    |
| 2010. december 3.   | Pierre-Aliker, Fort-de-France         | 2010-es karibi kupa (egyik elődöntő)          | Jamaica–Grenada                                                                                         | 2 – 1    |
| 2011. június 11.    | Raymond James Stadion, Tampa          | 2011-es CONCACAF-aranykupa (C. csoport)       | Kanada–Guadeloupe-i labdarúgó-válogatott                                                                | 1 – 0    |
| 2012. szeptember 7. | Sylvio Cator, Port-au-Prince          | 2012-es karibi kupa előselejtező (1. csoport) | Bermuda–Puerto Rico                                                                                     | 1 – 2    |
| 2012. november 16.  | Dwight Yorke, Bacolet                 | 2012-es karibi kupa előselejtező (8. csoport) | Saint Vincent és a Grenadine-szigeteki labdarúgó-válogatott–Kubai labdarúgó-válogatott                  | 1 – 1    |
| 2014. szeptember 3. | Antigua Recreation Ground, St. John’s | 2014-es karibi kupa előselejtező (5. csoport) | Dominikai köztársasági labdarúgó-válogatott–Saint Vincent és a Grenadine-szigeteki labdarúgó-válogatott | 0 – 1    |
| 2014. szeptember 7. | Antigua Recreation Ground, St. John’s | 2014-es karibi kupa előselejtező (5. csoport) | Anguilla–Dominikai köztársasági labdarúgó-válogatott                                                    | 0 – 10   |
| 2014. október 8.    | Ato Boldon, Couva                     | 2014-es karibi kupa előselejtező (7. csoport) | Antigua és Barbuda–Saint Lucia                                                                          | 2 – 1    |
| 2014. október 12.   | Ato Boldon, Couva                     | 2014-es karibi kupa előselejtező (7. csoport) | Trinidad és Tobagó-i labdarúgó-válogatott–Antigua és Barbuda-i labdarúgó-válogatott                     | 1 – 0    |
| 2014. november 11.  | Sports Complex, Montego Bay           | 2014-es karibi kupa (A. csoport)              | Curaçao–Trinidad és Tobagó-i labdarúgó-válogatott                                                       | 2 – 3    |
| 2014. november 15.  | Sports Complex, Montego Bay           | 2014-es karibi kupa (A. csoport)              | Kubai labdarúgó-válogatott–Trinidad és Tobagó-i labdarúgó-válogatott                                    | 0 – 0    |
| 2016. március 26.   | Nemzeti Stadion, Devonshire Parish    | 2016-os karibi kupa előselejtező (3. csoport) | Bermudai labdarúgó-válogatott–Francia Guyana                                                            | 2 – 1    |

A Karibi Labdarúgó-unió (CFU) CFU-bajnokok kupája döntő találkozójára küldte. 
| Időpont         | Helyszín                    | Mérkőzés típusa | Mérkőzés                         | Eredmény | Nézők száma |
| --------------- | --------------------------- | --------------- | -------------------------------- | -------- | ----------- |
| 2011. május 27. | Nemzeti Stadion, Providence | döntő           | Tempête FC–Puerto Rico Islanders | 1 – 3    | 500         |